# کامویری
کامویری گویشی است از زبان کامکاتاویری. گویشوران این زبان که از مردمان کام هستند، ۵ تا ۱۰ هزار تن‌اند و در افغانستان و پاکستان ساکنند. اختلافات گویشی اندکی میان گویشوران کامویری در پاکستان وجود دارد.